# Laurent Lurkor
 (mars 2025).
 (mars 2025).
La mise en forme du texte ne suit pas les recommandations de Wikipédia : il faut le « wikifier ».
Les points d'amélioration suivants sont les cas les plus fréquents. Le détail des points à revoir est peut-être précisé sur la page de discussion.
- Les titres sont pré-formatés par le logiciel. Ils ne sont ni en capitales, ni en gras.
- Le texte ne doit pas être écrit en capitales (les noms de famille non plus), ni en gras, ni en italique, ni en « petit »…
- Le gras n'est utilisé que pour surligner le titre de l'article dans l'introduction, une seule fois.
- L'italique est rarement utilisé : mots en langue étrangère, titres d'œuvres, noms de bateaux, etc.
- Les citations ne sont pas en italique mais en corps de texte normal. Elles sont entourées par des guillemets français : « et ».
- Les listes à puces sont à éviter, des paragraphes rédigés étant largement préférés. Les tableaux sont à réserver à la présentation de données structurées (résultats, etc.).
- Les appels de note de bas de page (petits chiffres en exposant, introduits par l'outil «  Source ») sont à placer entre la fin de phrase et le point final[comme ça].
- Les liens internes (vers d'autres articles de Wikipédia) sont à choisir avec parcimonie. Créez des liens vers des articles approfondissant le sujet. Les termes génériques sans rapport avec le sujet sont à éviter, ainsi que les répétitions de liens vers un même terme.
- Les liens externes sont à placer uniquement dans une section « Liens externes », à la fin de l'article. Ces liens sont à choisir avec parcimonie suivant les règles définies. Si un lien sert de source à l'article, son insertion dans le texte est à faire par les notes de bas de page.
- La présentation des références doit suivre les conventions bibliographiques. Il est recommandé d'utiliser les modèles {{Ouvrage}}, {{Chapitre}}, {{Article}}, {{Lien web}} et/ou {{Bibliographie}}. Le mode d'édition visuel peut mettre en forme automatiquement les références.
- Insérer une infobox (cadre d'informations à droite) n'est pas obligatoire pour parachever la mise en page.

Pour une aide détaillée, merci de consulter Aide:Wikification.
Si vous pensez que ces points ont été résolus, vous pouvez retirer ce bandeau et améliorer la mise en forme d'un autre article.
 (juillet 2022).
Laurent Lurkor  est un comédien, chanteur d'opéra et présentateur de radio bruxellois né en juin 1935 et mort en avril 2015.

## Biographie
Premier enfant de Pierre-Charles Kestemont, professeur d'éducation physique à la CGER et de Sophie Knecht, ouvrière, Laurent abandonne son métier de régent en éducation physique pour se consacrer à l'étude du chant et de l'art dramatique. Il prendra le nom de scène de Laurent Lurkor qu'il gardera jusqu'à sa mort.
De 1959 à 1969, il se produit dans une quarantaine de pièces au Théâtre de Poche, à la Compagnie des Galleries, au Théâtre Molière, au Théâtre National de Belgique et au Rideau de Bruxelles.
Acteur engagé, Laurent fonde en 1960, avec deux amis, le Théâtre populaire de Bruxelles. Ils trouvent un immense succès dans la représentation Grand'peur et misère du IIIe Reich de Bertold Brecht au Centre culturel et artistique d'Uccle le 15 septembre 1960, le 23 septembre 1960 à la Maison du Peuple de Bruxelles et au théâtre Molière, mais le groupe se sépare.
Il participe aussi à des "téléfilms en direct", sorte de théâtre filmé en direct pour la télévision, comme "La Rose et la Couronne" de G.-B. Priestley - trad. C. Barry. Réalisateur : Louis Boxus. Comédiens : Louis Verlant - Jean-Pierre Loriot - Luce de Vigny - Nelly Corbusier - Françoise Oriane - Frédéric Latin - Production RTBF Franz Mariau - Laurent Lurkor, présenté à la télévision suisse le 7 novembre 1960 ou comme comédien dans « Beau Sang », de Jules Roy, une aventure de Templiers présentée le 7 juillet 1961 à la télévision belge, avec Roger Van Mullen et Guy Lesire.
En pleine guerre froide, il est loué par la presse communiste, par exemple lors du VIIIè Festival du Théâtre national à Spa : "La Vie de Galilée de Bertolt Brecht, œuvre d'une grande actualité (...)  fut jouée  avec  vigueur  par  d'excellents comédiens, parmi lesquels nous avons très particulièrement apprécié, dans un rôle qui n'était pourtant pas  majeur, Laurent Lurkor : voilà un acteur qui partageait assurément les convictions du célèbre auteur allemand".
On le retrouve encore comme "comédien-acteur" dans un extrait vidéo de Douze hommes en colère de Reginald Rose, "téléfilm en direct" produit vers 1969 par la RTBF. Il s'agit d'après le commentateur d'"un des chefs-d’œuvre, un des grands classiques de la télévision". Il participe ensuite à un certain nombre de séries télévisées, dont une série policière de la Télévision belge rediffusée aussi en Suisse dans le film:  « Le mannequin assassiné » de Stanislas-André Steemann, avec André Gevrey, Claude Volter, Danielle Dénie et Lucienne Troka.
Le début des années 70 voit la naissance de petits théâtres expérimentaux, comme le Théâtre de Poche, et du théâtre-action, petites troupes au budget modeste qui se déplaçait vers son public.
Il joue le rôle d'un officier de recrutement dans le film belge Le Conscrit (1974) de Roland Verhavert avec Jan Decleir, Ansje Beentjes, et Gaston Vandermeulen. Il apparaît encore dans des séries télévisées comme Centraal station où il joue le rôle du garagiste dans l'épisode "De vandaal" (Le vandale) diffusé le 26 juin 1977 à la télévision flamande belge.
Il retourne sur les planches en 1975-1976 dans La Demande d'Emploi de Michel Vinaver avec le Théâtre Provisoire et Homme pour Homme de Bertolt Brecht avec le Théâtre de l'Ancre.
Il est enfin engagé à la radio nationale belge, la RTBF, où il présente une émission de musique classique avant de devenir présentateur et régisseur à la chaîne d'information jusqu'à sa retraite vers 1998. En marge de sa fonction, il mènera une activité de délégué syndical CGSP et de membre de la Commission du statut d’acteur professionnel du Ministère de l’éducation nationale et de la culture.

## Filmographie
- 1969 : Douze hommes en colère de Reginald Rose
- 1970 : Le mannequin assassiné  de Stanislas-André Steemann
- 1974 : Le Conscrit de Roland Verhavert
- 1977 : De vandaal[13] (Le vandale)

## Opéra
- 1962 : Antigone, Rideau de Bruxelles, Interprétation : le Chœur[14]
- 1964 : L'Opéra de Quat'Sous de Bertolt Brecht, Théâtre national de Belgique, Interprétation: Brown[15]
- 1965-1966 : L'alouette de Jean Anouilh, Théâtre national de Belgique, interprétation: Beaudricourt[16]